# 關口宏
關口宏（1943年7月13日—），出生於東京都，是一個演員、主持人、新闻播音員，也是三桂艺能事務所的创始人。身高170cm、體重68公斤、血型是A型。1966年從立教大學法學部畢業。
他的父親佐野周二是演员，妻子西田佐知子是歌手，兒子關口知宏也是演员，祖父關口龜次郎（關口紺三）是參與過國會議事堂建設的高空建築工人。
與另一日本藝人三宅裕司共同主持過《料理東西軍》和《東西軍旅行團》。